# دبيتسا
دبيتسا (باليديشية: דעמביץ)‏ هي مدينة في جنوب شرق بولندا، بلغ عدد سكانها في 2 يونيو 2009 46,693 نسمة. المدينة هي عاصمة بمقاطعة دبيتسا، وتقع ضمن تراب محافظة بودكارباتسكي.

## أصل وتاريخ مدينة دبيتسا في بولندا
دبيتسا (بالبولندية: Dębica) هي مدينة تقع في جنوب شرق بولندا، ضمن ڤويڤودا بيوشيس. تأسست المدينة في العصور الوسطى، ومرت بتطورات كبيرة على مر السنين. في فترة من الفترات، كان يُطلق على المدينة الاسم اليديشّي "דעמביץ" (دامبِتس)، الذي كان يستخدمه السكان اليهود المحليون. هذا الاسم يعكس جزءًا من التراث الثقافي والديني الذي كان سائدًا في المدينة قبل الحرب العالمية الثانية، حيث كانت تضم دبيتسا مجتمعًا يهوديًا مزدهرًا.
على الرغم من تعرض المدينة للدمار في فترة الحرب العالمية الثانية، إلا أنها نجحت في استعادة مكانتها كأحد مراكز الصناعة في المنطقة بعد الحرب.

## جغرافيا
دبيتسا هي مدينة تقع في محافظة بولندا الصغرى (Małopolskie)، بالقرب من مدينة كولبوشوفا. تتمتع المدينة بموقع متميز على نهر Wisłoka في منطقة التلال الكارباتية، مما يمنحها طبيعة تضاريسية متنوعة تشمل التلال والسهول. المدينة تقع على مسافة قريبة من الحدود البولندية-الأوكرانية، مما جعلها تاريخياً نقطة تجارية هامة.
المناخ في دبيتسا معتدل، مع صيف دافئ وشتاء بارد، وهو ما يعزز الأنشطة الزراعية في المنطقة. التضاريس المتنوعة للمدينة جعلت منها مكاناً ملائماً للزراعة والصناعة، حيث كانت المدينة في فترات سابقة تعرف بتجارة الأخشاب والموارد الطبيعية الأخرى.
تتمتع المنطقة بتربة خصبة، مما ساعد في تطور الأنشطة الزراعية في المنطقة عبر العصور. تاريخياً، كان موقع دبيتسا الاستراتيجي على الطرق التجارية قد ساعد في نمو المدينة وتطورها كمنطقة مزدهرة في العصور الوسطى.

## علاقات دولية
دبيتسا لديها اتفاق توأمة مع المدن التالية :
| - بورس في بلجيكا - مورو في مايوركا، إسبانيا - أوبزور في بلغاريا - سفيشتوف في بلغاريا - كاري في رومانيا - دوناوجفاروس في هنغاريا | - فيلكي ميدار في سلوفاكيا - دروغوبيتش في أوكرانيا - فينيكي في أوكرانيا - سيريت في رومانيا - كوبوفار في هنغاريا - منطقة كوتشووه في ألبانيا |

## توأمة
لدبيتسا اتفاقيات توأمة مع كل من:
- كوبوفار
- بورس
- سيريت
- سفيشتوف
- Svishtov Municipality [الإنجليزية]‏
- أوغوستوف

## أشخاص بارزون من المدينة
- سيفيرين غانتسارتسيك (مواليد 1981)، لاعب كرة قدم بولندي.
- كرزيستوف بينديريكي (مواليد 1933)، ملحن وموسيقي بولندي.

## أعلام
- كرزيستوف بينديريكي
- سيفيرين غانتسارتسيك
- أرتور يندرزيتشيك